# نان کان
نان کان (به انگلیسی: Nun Kun) یک کوه در هند است که در جامو و کشمیر واقع شده‌است. نان کان ۷٬۱۳۵ متر بالاتر از سطح دریا واقع شده‌است.